# Pistis (mitologia)
Nella religione greca Pistis (Πίστις) è la personificazione della buona fede e dell'affidabilità. 
È menzionata con altre personificazioni come Elpis (Speranza), Sophrosyne (Prudenza) e Carità, che sono tutte associate all'onestà e all'armonia in ambito sociale.
Il suo equivalente romano è Fides.

## Pistis nel platonismo
Nel dialogo La Repubblica Platone utilizza il termine nella Teoria della linea, inserendolo come livello più alto nella distinzione tra le due tipologie di opinione (in greco antico: δόξα?, dòxa), al di sotto della quale si trova il livello dell'immaginazione o eikasia (in greco antico: εἰκασία?). In questa accezione il termine 'pistis' designa una tipologia di conoscenza che risiede nell'ambito dell'opinione affidabile.

## Pistis nella retorica
Nella retorica le pistis sono gli elementi per indurre il vero giudizio attraverso gli entimemi, quindi per dare la prova di una dichiarazione. Ci sono tre modalità con cui vengono utilizzate. La prima modalità è il "soggetto in grado di indurre uno stato mentale all'interno del pubblico". La seconda pistis è il "soggetto stesso considerato sotto un appello all'intelletto o nei suoi aspetti logici." La terza pistis è "l'aspetto logico, razionale e intellettuale del problema in discussione". Tutte e tre le modalità della pistis si presentano nel logos in quanto attraggono alla logica persuasione.